# Югозапад
Югозапад е една от четирите спомагателни посоки на света. Означава се: на български с ЮЗ, на английски с SW (south-west), на руски с ЮЗ (юго-запад) и на немски с SW (südwest).